# Herbert von Karajan
Herbert (von) Karajan (Salzburg, 5 april 1908 – Anif, 16 juli 1989), eigenlijk Heribert Ritter von Karajan en sinds het afschaffen van de adel in Oostenrijk in het bevolkingsregister vermeld als Heribert Karajan, was een Oostenrijkse dirigent en een van de meest prominente naoorlogse musici. Hij dirigeerde vele jaren de Berliner Philharmoniker.
Karajan werd in het Oostenrijkse Salzburg geboren in een Aroemeense familie die oorspronkelijk uit het Griekse Ioannina kwam. Hij studeerde van 1916 tot 1926 aan het Mozarteum in Salzburg, waar hij werd aangemoedigd om te gaan dirigeren.

## Familie

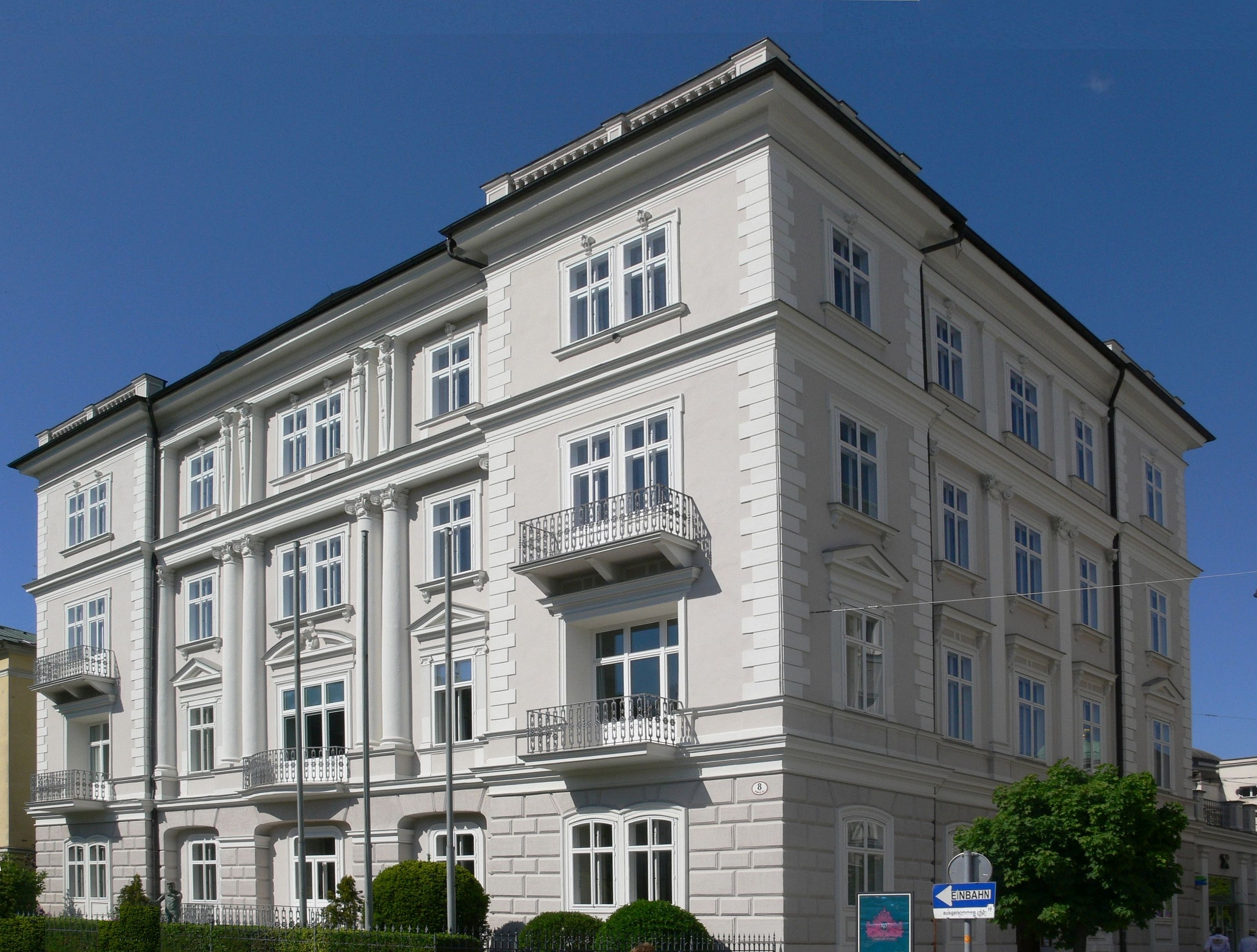
Geboortehuis in Salzburg

Herbert von Karajan werd geboren in een oorspronkelijk uit de Noord-Griekse provincie Macedonië afkomstige familie Karajannis (of Karajoannes) van Griekse en Aroemeense herkomst. Hij was de bet-achterkleinzoon van de koopman Georg Karajan, eigenlijk Georgios Johannes Karajannis, eigenaar van een perceel in Chemnitz en de achterkleinzoon van Theodor von Karajan. Georg Karajan was met zijn vrouw en zijn zonen Demeter en Theodor op 1 juni 1792 door de Saksische keurvorst Friedrich August II in de adelstand verheven. Herbert von Karajans vader werkte als chirurg in Salzburg.
Zijn moeder Marta Kosmač was afkomstig van een Krainische familie; haar vader Mihael Kosmač was in Mojstrana bij Kronau geboren.

## Voor en tijdens de Tweede Wereldoorlog
Van 1929 tot 1934 was hij eerste Kapellmeister van het Stadttheater in het Duitse Ulm.
In 1933 maakte hij zijn debuut op de Salzburger Festspiele, toen hij de muziek uit de "Walpurgisnachtszene" uit Faust, geproduceerd door Max Reinhardt, dirigeerde. Het daaropvolgende jaar dirigeerde hij, ook in Salzburg, voor het eerst de Wiener Philharmoniker. Twee maanden nadat Adolf Hitler in Duitsland de macht in handen kreeg, op 8 april 1933, werd hij lid van de NSDAP.
Van 1934 tot 1941 dirigeerde hij opera's en symfonieconcerten in het Stadttheater Aachen, het operatheater van Aken. In 1935 werd hij daar benoemd tot Duitslands jongste Generalmusikdirektor. Von Karajan trad tevens op als gastdirigent in Brussel, Stockholm, Amsterdam en andere steden.
In 1937 maakte Karajan zijn debuut met de Berliner Philharmoniker en de Berliner Staatsoper in Fidelio van Beethoven. Hij genoot in 1938 veel succes in Berlijn met Tristan en Isolde van Richard Wagner. Hij kreeg een contract van de Deutsche Grammophon Gesellschaft, voor wie zijn eerste opname een uitvoering van de ouverture van Die Zauberflöte met de Staatskapelle Berlin was. Op 23 januari 1938 dirigeerde Karajan voor de eerste en laatste keer het Concertgebouworkest in Amsterdam.
In 1944 werd hij door Adolf Hitler en Joseph Goebbels op de Gottbegnadeten-Liste gezet, een lijst met de 1.041 belangrijkste kunstenaars van het Derde Rijk. Personen op deze lijst waren vrijgesteld van dienst in het leger.

## Naoorlogse jaren
Zijn eerste naoorlogse concert gaf Karajan in 1946 met de Wiener Philharmoniker in Wenen, maar verder optreden werd hem als gevolg van zijn lidmaatschap van de nazipartij door de Russische bezetters verboden. Die zomer nam hij anoniem deel aan de Salzburger Festspiele en het jaar daarop mocht hij weer optreden.
In 1948 werd hij muzikaal directeur van de Gesellschaft der Musikfreunde in Wenen. Ook trad hij op met het London Philharmonic Orchestra en dirigeerde hij in La Scala te Milaan. Hij was ook van grote betekenis om de Wiener Symphoniker in de na-oorlogsjaren (1946-53) opnieuw een van de beste Oostenrijkse orkesten te maken.
In 1951 en 1952 dirigeerde hij in het Festspielhaus te Bayreuth.
In 1955 werd hij benoemd tot muziekdirecteur voor het leven van de Berliner Philharmoniker als opvolger van Wilhelm Furtwängler. Van 1957 tot 1964 was hij artistiek directeur van de Wiener Staatsoper. Hij was nauw betrokken bij de Wiener Philharmoniker, het London Philharmonic Orchestra en La Scala in Milaan. In Salzburg was hij artistiek leider van de Salzburger Festspiele (1960-1989), en oprichter en leider van het Paas- en het Pinksterfestival.
Tot aan zijn dood in 1989 dirigeerde hij veel en maakte hij ook vele opnamen, in latere jaren met name voor cd. Vele symfonieën uit het klassieke repertoire heeft Karajan vier- of vijfmaal opgenomen, omdat hij gebruik wilde maken van de zich steeds vernieuwende registratiemogelijkheden. Hij liet ook veel van zijn concerten registreren voor film, televisie en video.
Zijn geboorteland onderscheidde hem in 1961 met de Prijs voor wetenschap en kunst; ook was hij ereburger van de stad Wenen. Hij werd doctor honoris causa aan de Universiteit van Oxford.
In muziekkringen wordt Karajan veelal als een van de prominentste uitvoerende musici van de 20e eeuw beschouwd. Aan zijn uitvoeringen valt vooral de aandacht voor de klankschoonheid op. Hij dirigeerde een bijzonder breed repertoire. Hij had met name grote affiniteit met de werken van Wolfgang Amadeus Mozart, Ludwig van Beethoven, Johannes Brahms, Richard Strauss, Anton Bruckner en Jean Sibelius. Pas laat waagde Karajan zich aan de symfonieën van Gustav Mahler en de werken van de Tweede Weense School. Op het gebied van opera excelleerde hij in de werken van Richard Strauss, Richard Wagner, Giuseppe Verdi en Giacomo Puccini.
Karajan ligt begraven in Anif, een voorstad van Salzburg.
Het jaar 2008 stond in het teken van zijn 100e geboortedag en werd gevierd met speciaal opgedragen concerten en speciale cd-edities van zijn beroemde opnamen.